# Kloster Valcroissant
Das Kloster Valcroissant (Vallis Crescens) ist eine ehemalige Zisterzienserabtei in der Gemeinde Die im Département Drôme, Region Auvergne-Rhône-Alpes in Frankreich. Es liegt rund 5 km östlich von Die in einem von der Glandasse überragten Talkessel.

## Geschichte

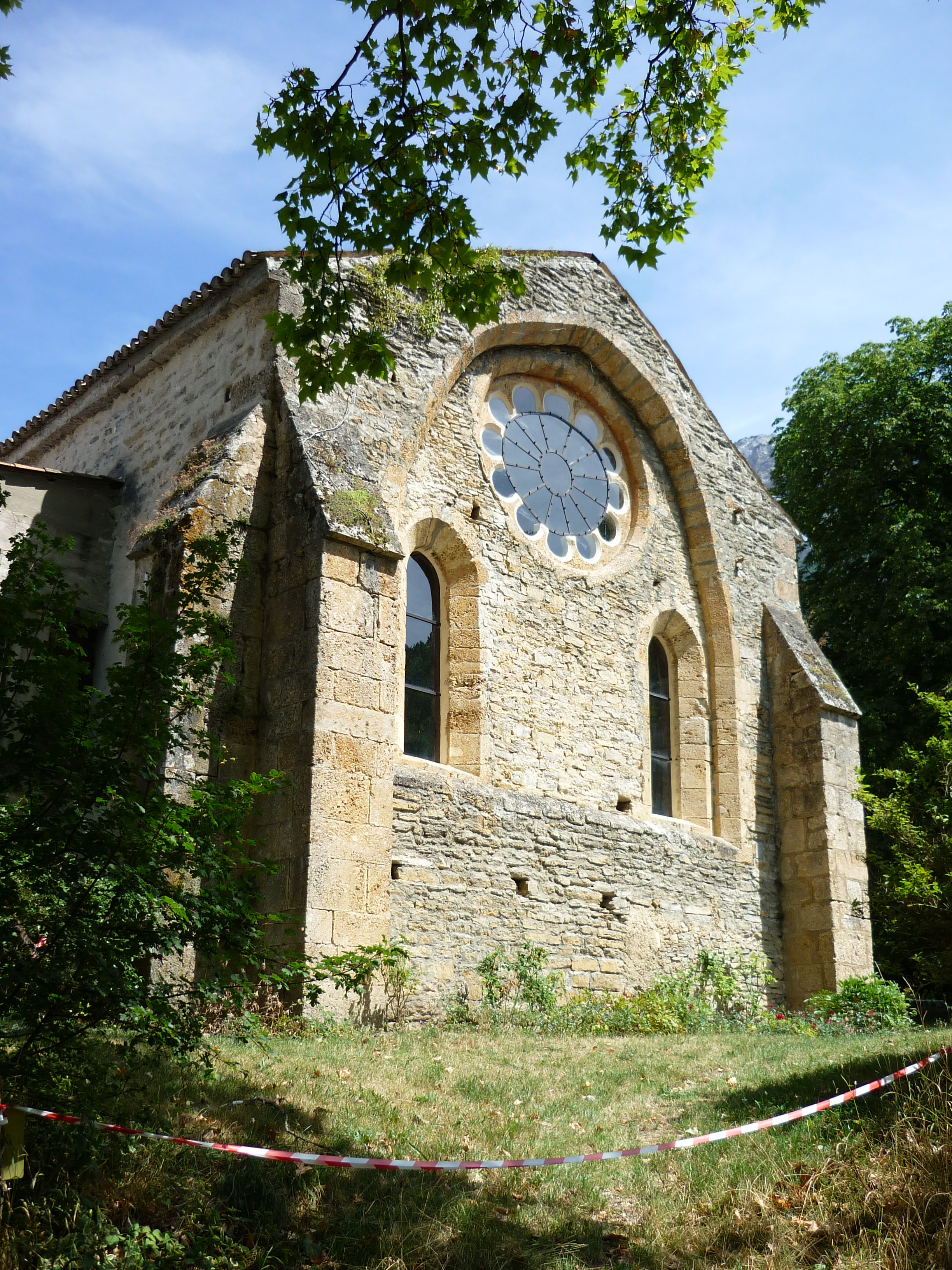
Refektorium von Süden

Das Kloster wurde im Jahr 1188 als achtes und letztes Tochterkloster der Abtei Bonnevaux im Dauphiné gegründet und gehörte damit der Filiation des Mutterklosters Cîteaux an. Es gelangte niemals zu größerer Bedeutung. Im Jahr 1400 wurde es mit dem Kloster Bonlieu-sur-Roubion vereinigt. 1551 zählte es noch fünf Mönche. Das Kloster besaß das Gut von Pauliane in der Gemeinde Luc-en-Diois. In der Mitte des 15. Jahrhunderts fiel das Kloster in Kommende. 1568 wurden die Mönche von Protestanten vertrieben und das Kloster wurde bis zu seiner Aufhebung in der Folge der französischen Revolution im Jahr 1791 nicht wieder besetzt, sondern landwirtschaftlich genutzt und verfiel. Nach der Revolution wurde das Kloster verkauft, blieb aber weitgehend erhalten. Lediglich der Kreuzgang ist vollständig abgegangen. Das als Monument historique klassifizierte Kloster (Base Mérimée PA00116931) ist heute ein landwirtschaftlicher Betrieb (Schafzucht) mit Beherbergungsmöglichkeit.

## Bauten und Anlage

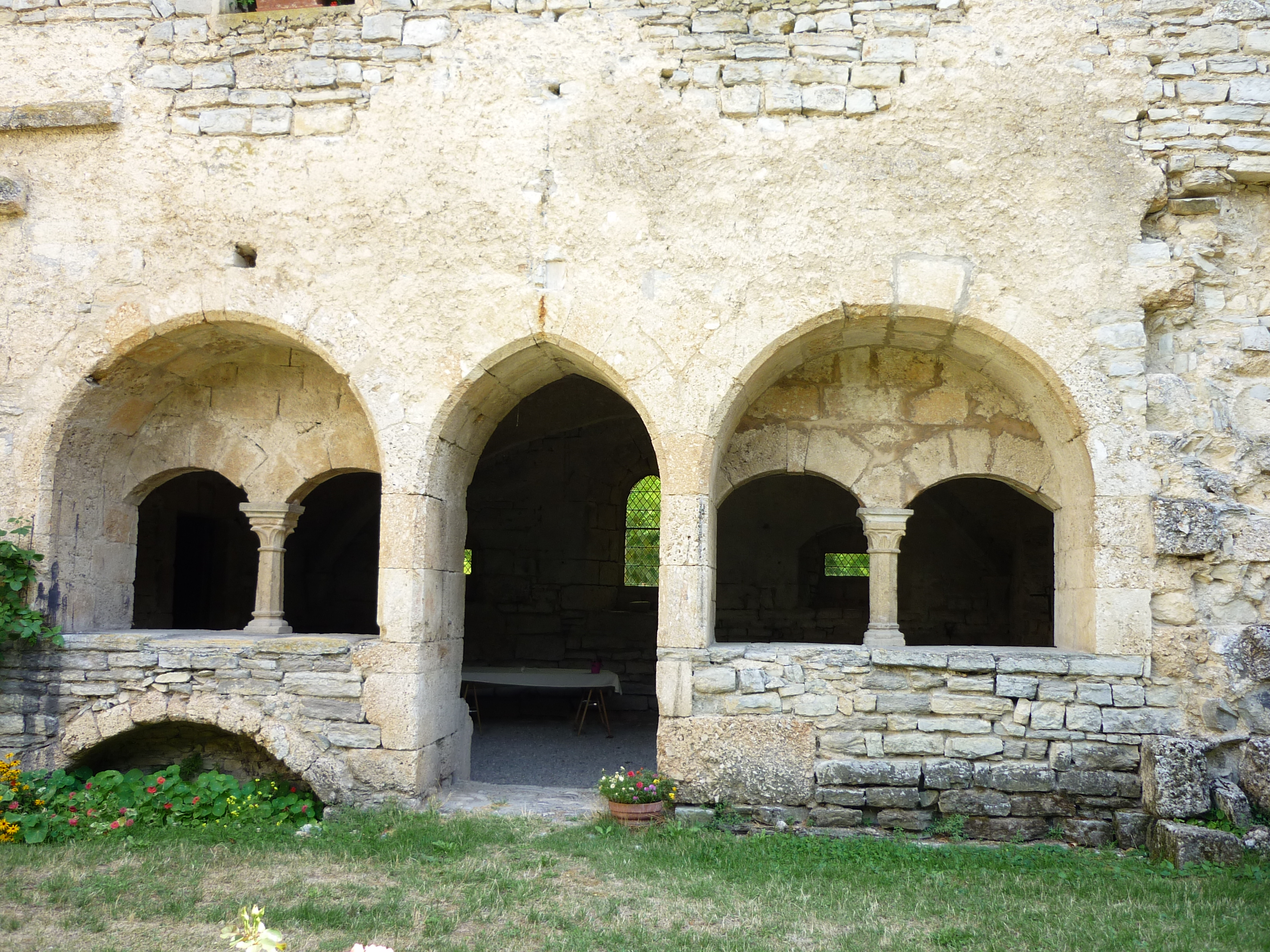
Eingang zum Kapitelsaal von Westen

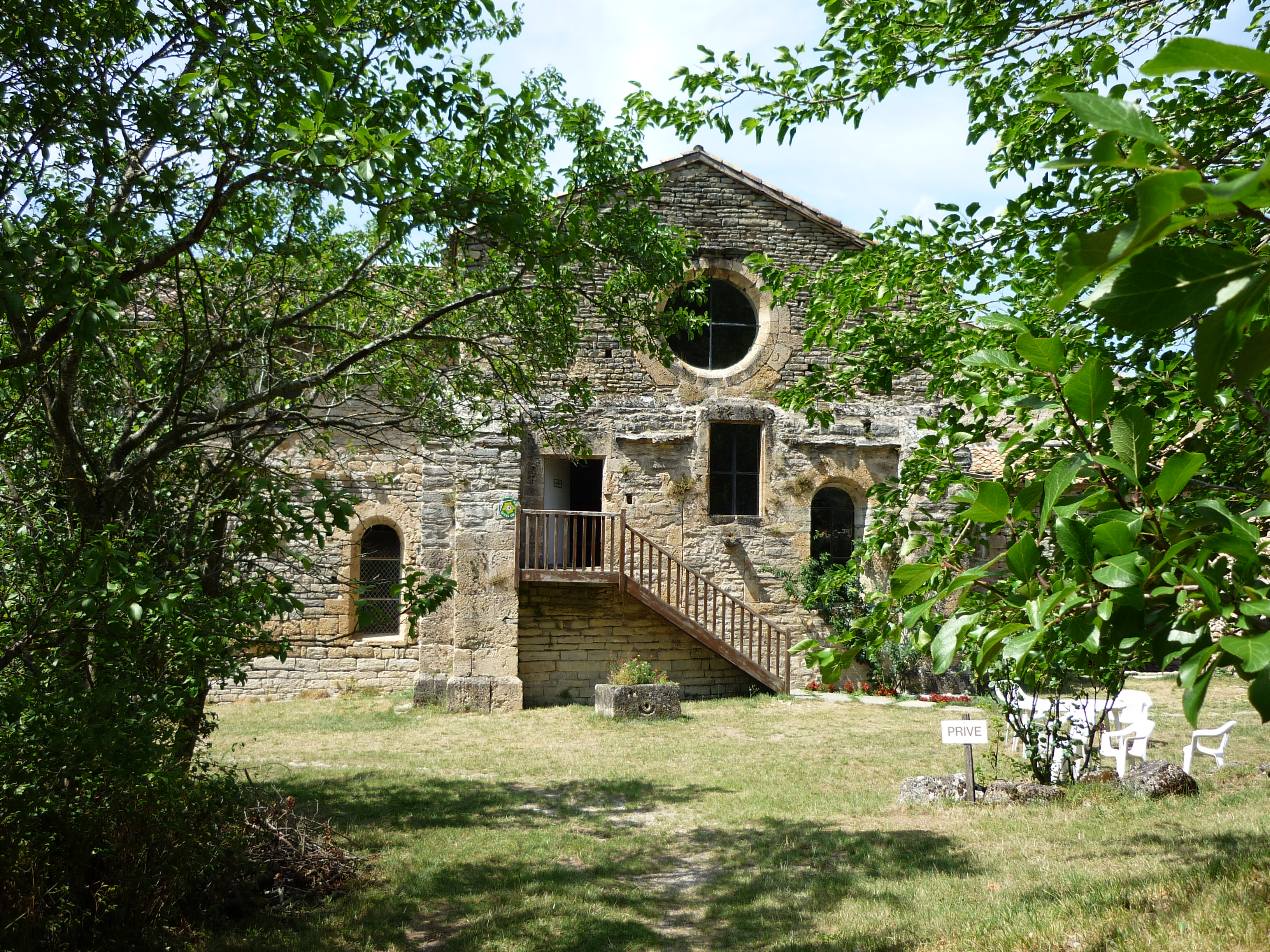
Ehemalige Kirche von Osten

Die geostete, mit nichtfigürlichem Schmuck versehene, heute profanierte Kirche in Form eines lateinischen Kreuzes weist ein dreischiffiges Langhaus zu drei Jochen, ein Querhaus und einen rechteckig geschlossenen Chor mit einem Okulus und mit je zwei ebenfalls rechteckigen Seitenkapellen an beiden Seiten auf. Die Konventsgebäude liegen im Süden; der Konvent ist größer als die Kirche. Der Ostflügel enthält wie üblich neben dem Armarium den Kapitelsaal mit einem spitzbogigen Durchgang zum ehemaligen Kreuzgang und zwei gekoppelten Fenstern in tiefen Arkaden neben dem Durchgang, über dem Kapitelsaal befinden sich zwei weitere Stockwerke. Im Südflügel liegt das von einer von drei Bögen gestützten Spitztonne überwölbte Refektorium mit einer großen zwölfblättrigen Rosette und zwei Lanzettfenstern nach Süden. Auch der Westflügel ist erhalten.